# Krystyna Pisarska
Krystyna Pisarska de domo Kostecka, pseud. Samasłodycz, Potwór,(zm. 12 marca 2011 w Warszawie) – polska tłumaczka literatury węgierskiej, hungarystka i popularyzatorka kultury węgierskiej w Polsce.

## Życiorys i twórczość
W 1975 przywiozła do Polski powieść Los utracony, autorstwa noblisty, Imre Kertésza (było to tuż po jej węgierskim wydaniu). W Polsce, z przyczyn politycznych, nikt jednak nie był zainteresowany zleceniem tłumaczenia (dzieło opisuje losy Żydów, a Izrael był wówczas definiowany jako nieprzyjaciel). Ostatecznie tłumaczenie i wydanie nastąpiło w 2010 (W.A.B).
Inne tłumaczenia autorki to m.in.: 

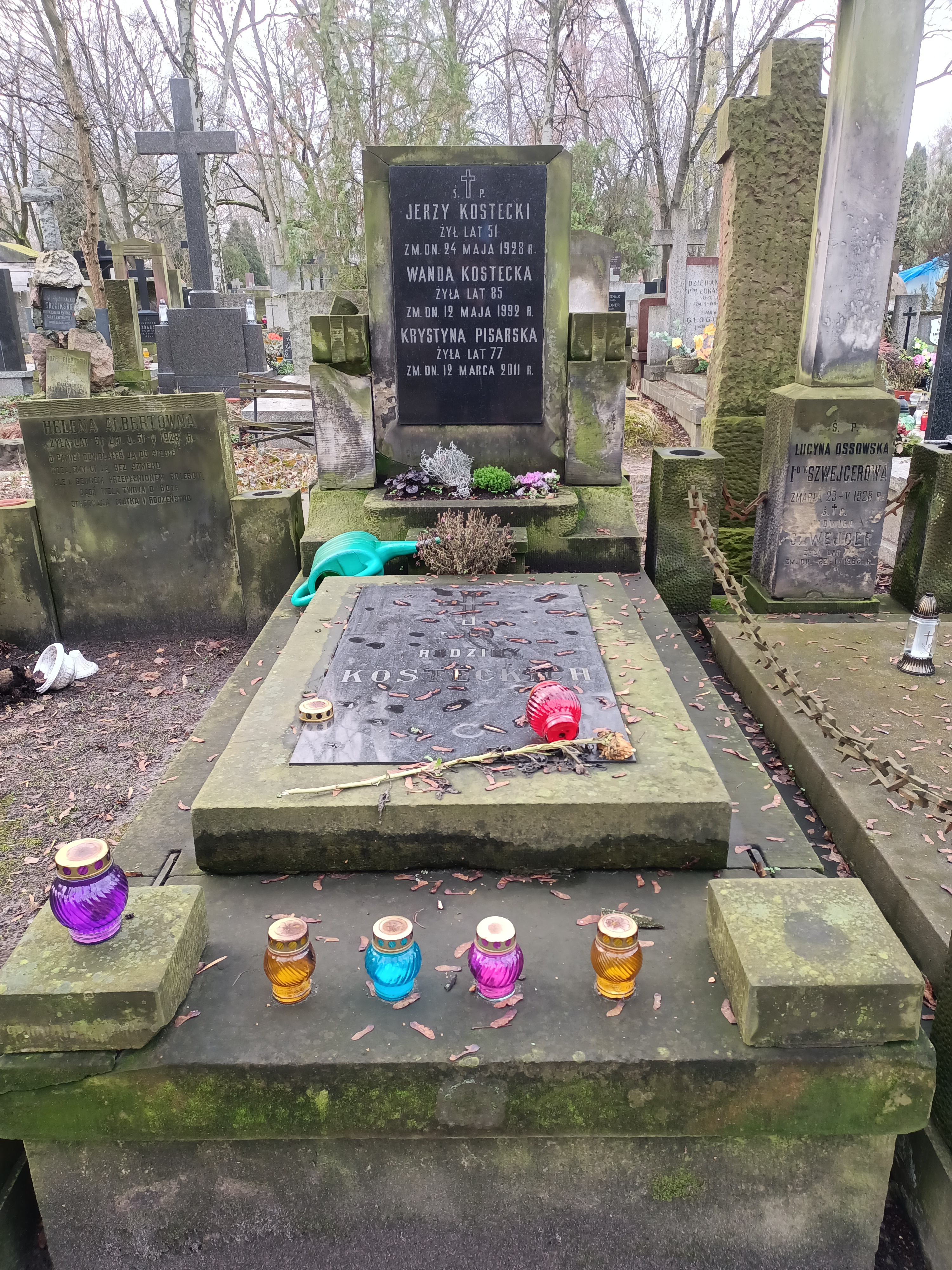
Grób Krystyny Pisarskiej na Cmentarzu Powązkowskim

- Trzy życzenia Piotrusia Pála Sármándiego (1986),
- Dom pod miastem Imre Sarkadiego (1975),
- Wiosna roku 1945. Wspomnienia na dwa głosy Andrása Grósza (1975),
- Bicie serca pod czereśnią Miklosa Gyarfasa (1975),
- Świniobicie Magdy Szabó (1977)[5],
- Historie w starym zamku Móra Jókaia (1978),
- 4447 Anny Jókai (1980 i 1981),
- Długi telefon Gábora Görgey'ego (1981),
- Spotkanie Balinta Fabiana z Panem Bogiem Józsefa Balázsa (1984),
- Ciao, bambino Pétera Horvátha (1993)[6].

Pisała m.in. dla portalu Salon24.pl. Została pochowana 18 marca 2011 na warszawskim cmentarzu Stare Powązki (grób rodzinny, kwatera 215-1-12).